# 阿尔门丁根
阿尔门丁根是德国巴登-符腾堡州的一个市镇。总面积45.91平方公里，总人口4395人，其中男性2195人，女性2200人（2011年12月31日），人口密度96人/平方公里。